# Satya Nadella
Satya Nadella (telugsky సత్య నాదేళ్ల, celým jménem Satya Narayana Nadella; * 19. srpna 1967 Hajdarábád, Indie) je současným CEO (anglicky Chief Executive Officer – generálním ředitelem) společnosti Microsoft. V této funkci nahradil 4. února 2014 po cca 14 letech Steva Ballmera.

## Život před Microsoftem
Satya Nadella se narodil v Hajdarábádu v Indii, do USA odcestoval až v dospělosti kvůli vzdělání.

## Společnost Microsoft
Ve společnosti Microsoft vedl významné projekty (jako např. stěhování společnosti do cloudu, jenž je čím dál více významnější). Za svou dlouhou kariéru v Microsoftu před tím, než byl jmenován generálním ředitelem této společnosti, vystřídal mnoho funkcí, z nichž poslední byla funkce prezidenta divize server and tools. Od té doby, co se stal generálním ředitelem společnosti Microsoft, se tato společnost výrazně proměnila, je více otevřenější ostatním operačním systémům, v čele s Androidem, iOS i Linuxem.

## Osobní život
V roce 1992 se oženil s Anupamou, se kterou má syna a dvě dcery, a žijí v Bellevue ve státě Washington. Satya Nadella je vášnivým čtenářem americké i indické poezie a rád hraje kriket.